# Curbură constantă
În matematică curbura constantă este un concept din geometria diferențială. Aici, curbura se referă la curbura secțională a unui spațiu (mai exact, a unei varietăți) și determină geometria locală a acesteia printr-un singur număr. Se spune că curbura secțională este constantă dacă are aceeași valoare în fiecare punct și pentru fiecare plan tangent bidimensional în acel punct. De exemplu, o sferă este o suprafață cu curbură pozitivă constantă.

## Clasificare
O varietate riemaniană⁠(d) cu curbură constantă poate fi clasificată în următoarele trei cazuri:
- geometrie eliptică – cu curbură secțională constantă pozitivă, exemplul tipic fiind sfera,
- geometrie euclidiană – cu curbură secțională constantă nulă, exemplul tipic fiind planul,
- geometrie hiperbolică – cu curbură secțională constantă negativă, exemplul tipic fiind pseudosfera.

## Proprietăți
- Orice spațiu de curbură constantă este local simetric⁠(d), adică tensorul de curbură este paralel {\displaystyle \nabla \mathrm {R} =0}.
- Orice spațiu de curbură constantă este local maximum de simetric, adică are un număr de {\displaystyle {\frac {1}{2}}n(n+1)} izometrii locale⁠(d), unde {\displaystyle n} este dimensiunea spațiului.
- Invers, există o afirmație similară, dar mai puternică: orice spațiu maximum de simetric, adică un spațiu care are {\displaystyle {\frac {1}{2}}n(n+1)} izometrii (globale), are curbură constantă.
- (Teorema Killing–Hopf) acoperirea universală a unei varietăți cu curbură secțională constantă este unul dintre modelele de spațiu:
  - sferă (curbură secțională pozitivă),[1]
  - plan⁠(d) (curbura secțională zero),[1]
  - varietate hiperbolică (curbură secțională negativă),[1]
- Un spațiu de curbură constantă care este geodezic complet se numește formă spațială[2], iar studiul formelor spațiale este strâns legat de cristalografia generalizată.
- Două forme spațiale sunt izomorfe dacă și numai dacă au aceeași dimensiune, metricile lor au aceeași semnătură, iar curburile lor secționale sunt egale.